# 1408

## Události
- Zikmund Lucemburský zakládá Dračí řád

### Probíhající události
- 1405–1433: Plavby Čeng Chea
- 1406–1428: Čínsko-vietnamská válka
- 1402–1413: Osmanské interrengnum

## Narození
- ? – Li Sien, politik čínské říše Ming († 22. ledna 1467)

## Úmrtí
- 31. května – Jošimicu Ašikaga, japonský šógun
- 22. září – Jan VII. Palaiologos, byzantský císař (* 1370)
- 4. prosince – Valentina Visconti, vévodkyně orleánská (* 1371)
- 31. prosince – Alžběta Falcká, manželka Fridricha IV. Habsburského (* 27. října 1381)

## Hlavy státu
- České království – Václav IV.
- Moravské markrabství – Jošt Moravský
- Svatá říše římská – Ruprecht III. Falcký
- Papež – Řehoř XII.
- Anglické království – Jindřich IV.
- Francouzské království – Karel VI. Šílený
- Polské království – Vladislav II. Jagello
- Uherské království – Zikmund Lucemburský
- Byzantská říše – Manuel II. Palaiologos

## Literární dílo
- 1408 – povídka amerického spisovatele Stephena Kinga